# Baleine franche de l'Atlantique nord
Pour les articles homonymes, voir Baleine franche.
Eubalaena glacialis
Espèce
Répartition géographique
Statut de conservation UICN

 CR  : 
En danger critique
Statut CITES
La baleine franche de l'Atlantique nord (Eubalaena glacialis) aussi appelée baleine noire de l'Atlantique nord ou baleine de Biscaye, un nom issu des premiers baleiniers basques,  est une espèce de baleines appartenant au genre Eubalaena, les « baleines franches ».
Proie idéale car docile, lente et exceptionnellement riche en huile, l'espèce a été intensément chassée et reste aujourd'hui encore la plus menacée de tous les mysticètes (baleines à fanons). 
Alors qu'à l'apogée de l'espèce, plus de 20 000 spécimens sillonnaient l'Atlantique nord-ouest, on dénombre aujourd'hui 340 individus.

## Description

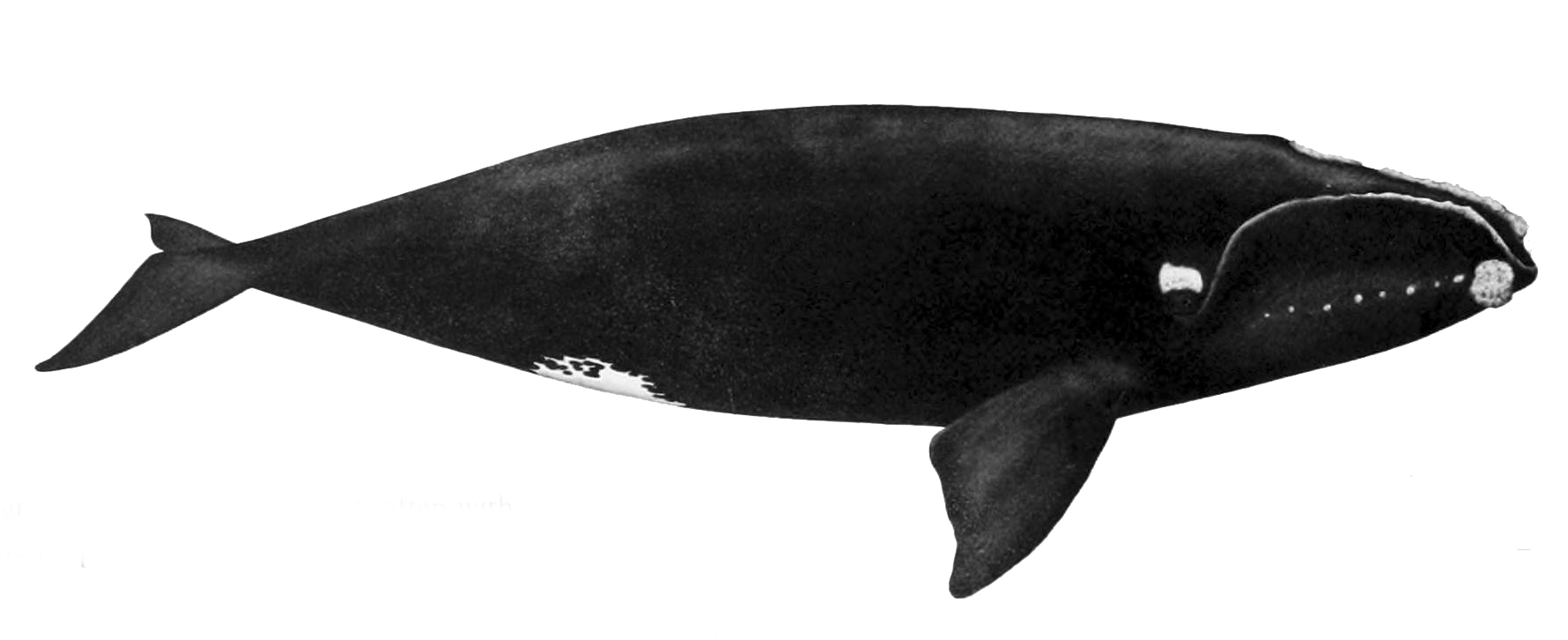
Baleine franche de l'Atlantique nord.

Massive, imposante (adulte elle mesure de 13 à 16 mètres), de coloration brun clair à bleu noir, la baleine arbore sur la tête de curieuses excroissances calleuses envahies de poux des baleines, de couleur jaune clair, orange ou rose. Le schéma de répartition de ces callosités, au-dessus des yeux et tout autour du rostre, facilite l'identification et le suivi d'un individu.
Dans les eaux tempérées de l'hémisphère nord, la baleine de Biscaye, seule baleine dépourvue d'aileron dorsal et recouverte de callosités au niveau de la tête, se repère aisément. La simple vue d'une nageoire pectorale ou d'une nageoire caudale suffit aux observateurs chevronnés pour l'identifier. Les pectorales, larges, épousent la forme caractéristique d'une spatule ; les pales de la nageoire caudale, séparées par une échancrure marquée, se terminent en pointe.

## Habitat et menaces
Depuis 2020, l'Union internationale pour la conservation de la nature (IUCN) considère que cette baleine est en danger critique d'extinction.
Dans l'Atlantique nord, les femelles migrent du golfe du Maine où elles se nourrissent aux zones de mise bas, au large de la Floride et de la Géorgie : un voyage de presque 2 200 km, dans une des zones les plus fréquentées de tous les océans. Ces baleines ne suivent pas de route migratoire précise mais se rassemblent en été et en automne à l’embouchure de la baie de Fundy, du golfe du Saint-Laurent et autour du bassin Roseway. En hiver, elles se déplacent par groupe de 5 ou 6 vers le sud.
Les baleines franches de l'Atlantique nord se nourrissent essentiellement du copépode Calanus finmarchicus – en nageant de manière lente, sur le côté et bouche ouverte, ce qui les rend particulièrement vulnérables aux chocs avec les bateaux –, mettent bas et élèvent leurs petits dans un couloir de navigation très fréquenté.
50 % de la mortalité de cette espèce est due à la collision avec des bateaux. Depuis 2008, l'Agence américaine d'observation océanique et atmosphérique (NOAA) a imposé des limites de vitesse obligatoires de dix noeuds aux navires de 20 mètres ou plus dans les zones où les baleines sont censées être présentes, et a suggéré des limites de dix noeuds dans les zones où elles ont été aperçues. Toutefois, 84 % d'entre eux ont dépassé les limites de vitesse dans les zones obligatoires et 82 % dans les zones à la limite de vitesse suggérée. Sur plus de 9 000 passages de navires au-delà de la limite de vitesse entre novembre 2021 et juillet 2022, la NOAA a infligé 46 amendes au prix moyen de 15 600 dollars, souligne l'étude. 
Ces sanctions se heurtent aux pénalités commerciales que reçoivent les navires en cas de retard de livraison ; les exploitants des navires doivent donc procéder à un arbitrage entre adopter une vitesse conséquente pour livrer plus rapidement et manoeuvrer prudemment pour protéger les baleines.
Les chercheurs réfléchissent également à des lignes de pêche qui se casseraient plutôt que d'emmêler et de tuer les baleines. Leur population pourrait croitre de 25 % en quinze ans si on empêchait les morts causées par l'homme[réf. souhaitée]. Les associations de préservations de l'environnement souhaitent désormais étendre les sanctions aux navires de taille plus modeste, ou encore la mise à jour des zones concernées pour mieux refléter l'habitat réel de l'espèce.
Durant l'été 2017, on a constaté une surmortalité inquiétante de l'espèce dans la zone du golfe du Saint-Laurent – avec quinze cadavres retrouvés en quelques semaines –, dont la cause n'a pas été identifiée mais qui serait toutefois liée aux menaces précédemment décrites (lésions dues aux chocs avec des bateaux, enchevêtrement) ainsi qu'aux dommages collatéraux dus à la pêche du crabe des neiges (entraînant sa clôture anticipée).
Chaque baleine franche de l'Atlantique nord compte car la population n'augmente que de 1 à 2 % par an. Les chercheurs ne savent pas bien pourquoi leur taux de natalité est si bas mais supposent que le stress de la zone côtière industrialisée y contribue.[réf. souhaitée]
En 2023, les scientifiques n'en ont dénombré que 340, contre 409 en novembre 2020. Ils déplorent également leur extrême maigreur.